# Xuxuan
Xuxuan (chinês tradicional: 胥軒, chinês simplificado: 胥轩, pinyin: Xūxuān), anteriormente romanizada como Hsü-hsüan, foi uma figura lendária da história chinesa.
Nos Registros do Historiador, o relato de Sima Qian sobre a origem da Casa de Ying omite Xuxuan, afirmando simplesmente que o trineto de Zhongyan era Zhongjue. No entanto, ele mais tarde relata o discurso de um dos marqueses de Shen, que afirma que "Xuxuan do Rong" (戎胥軒, 戎胥轩, Róng Xūxuān) era casado com a filha de um de seus ancestrais. Esta filha de Shen nasceu em Mount Li (酈山, 郦山, Lìshān) e deu à luz Zhongjue. Ele diz que essa foi a causa da paz entre os Chou e os Rong, bem como a razão da lealdade de Zhongjue aos reis de Zhou.